# 日本劇作家協会
一般社団法人日本劇作家協会（にほんげきさっかきょうかい、英: Japan Playwrights Association,JPA）とは、プロ・アマを問わず「自分を劇作家と思う」人々のための団体である。入会資格なし。自らを劇作家と認め、所定の手続きで入会金と年会費を納めれば加入できる。運営も劇作家たちによって行われており、その活動の範囲は多岐にわたる。

## 沿革
- 1992年
  - 劇作家有志の間で協会設立の声が上がる。
- 1993年3月
  - 呼びかけ人から参加呼びかけ文が出され、全国の演劇関係者（プロ・アマ、年齢問わず）にアンケート調査が行われる。
- 1993年4月8日
  - 設立準備会が青年座劇場で開かれる。協会設立が決議され、準備会は設立総会へと移行する。
- 1993年5月11日
  - 第1回発足委員会がこまばアゴラ劇場にて開かれる。
- 1993年6月
  - 仮運営委員会が正式にスタートし、委員長に井上ひさしが就任する。
- 1993年8月
  - 東京・恵比寿にて設立記念イベント「劇作家宣言'93」が開催される。
- 1993年12月27日
  - 初の正式総会が開催され、正式に発足。
- 2010年3月10日
  - 一般社団法人　日本劇作家協会を設立。

## 目的（劇作家協会定款）
- 劇作家の芸術的、職業的権益を保護することによって、わが国における戯曲文学の、普及、発展に貢献する。
- 劇作家相互の親睦を図り、交流と情報交換を促進する。
- 海外の劇作家、演劇関係者との交流を通じて、汎くわが国の舞台芸術の発展に寄与する。

## 主な活動分野
- 劇作家の権利（著作権・上演料など）に関する活動
- 劇作家同士の交流
- 海外への日本戯曲の紹介
- 新人戯曲賞の審査・運営
- イベントの開催
- 雑誌の出版

## 主な活動内容
- 1994年9月29日 - 10月2日、第1回 日本劇作家大会を開催（福岡県北九州市）
- 1995年4月5日、東京・紀伊國屋ホールにて上演料を巡るシンポジウムを開催（社団法人日本劇団協議会との共催）
- 1996年7月11日 - 14日、第2回 日本劇作家大会（岩手県盛岡市）
- 1996年10月～ 、戯曲雑誌『せりふの時代』（季刊）を小学館から刊行
- 1998年4月、NHKと舞台作品の収録・放送に際しての確認書を取り交わす
- 1999年～ 、『現代日本の劇作』（戯曲英訳出版）を刊行（文化庁・アーツプランの調査研究事業）
- 1999年1月14日 - 17日、第3回 日本劇作家大会（北海道札幌市）
- 2000年1月、社団法人日本劇団協議会と合意の上、統一モデル契約書を発表する
- 2001年4月～ 、戯曲セミナーを開催（世田谷パブリックシアターとの共催）
- 2005年3月18日 - 21日、第4回 日本劇作家大会を開催（熊本県熊本市）
- 2005年9月1日 - 4日、第5回 日本劇作家大会（愛知県長久手町）
- 2014年6月12日 - 15日、第6回 日本劇作家大会（兵庫県豊岡市）

## 新人戯曲賞
- 1995年度から創設。最終選考は公開される。最終候補作は出版物として刊行される。
- 受賞者よりも、ノミネート後、落選した候補者にその後ブレイクした人が多い。佃典彦（劇作家・岸田戯曲賞受賞）、大森寿美男（脚本家・映画監督）、乾緑郎（作家）、中澤日菜子（作家）、詩森ろば（劇作家・脚本家）など。

（年度別の受賞作品・選考委員はこちらを参照）

## 役員一覧
2023年度
- 会長（代表理事） - 瀬戸山美咲
- 副会長 - 土田英生、平田オリザ
- 理事 - 鹿目由紀、桑原裕子、高羽彩、古川健
- 監事 - 岡安伸治、横内謙介
- 評議員 - 赤澤ムック、鹿目由紀、工藤千夏、桑原裕子、ケラリーノ・サンドロヴィッチ、坂手洋二、瀬戸山美咲、高羽彩、佃典彦、土田英生、中津留章仁、平田オリザ、マキノノゾミ、渡辺えり

## 歴代会長
- 井上ひさし（1993年12月～1998年3月）
- 別役実（1998年4月～2002年3月）
- 永井愛（2002年4月～2006年3月）
- 坂手洋二（2006年4月～2016年2月）
- 鴻上尚史（2016年3月～2018年1月）
- 渡辺えり[1]（2018年3月～2022年2月）
- 瀬戸山美咲[2]（2022年3月～）

## 協会内各部
- 事務局
  - 会員相互・各部署の連絡のための事務処理。電子メディア事業の調査・検討。
- 企画事業部
  - イベントやインターネットの活用などの企画。
- 教育部
  - 戯曲講座、学校における「演劇教育」を研究、企画・運営。
- 国際交流部
  - 各国の劇作家ならびに諸団体との交流。
- 法務部
  - 著作権、上演権料などのルール作り。
- 広報部
  - 年4回の会報の発行を中心に、言論表現、劇作家の福利厚生などについての協会の研究機関としての役割も担う。
- 出版部
  - 新人戯曲賞の運営。新人戯曲集の刊行。雑誌『せりふの時代』（小学館）への協力。
- 地域交流部
  - 地域支部の展開・交流。
- オンデマンド出版部
  - 戯曲のオンデマンド出版の実現化のための調査・研究と事業化。戯曲の上演管理方法の調査・研究。

## 地方支部
- 北海道支部（支部長：南参）
- 東北支部（支部長：くらもちひろゆき）
- 東海支部（支部長：渡山博崇）
- 関西支部（支部長：高橋恵）
- 中国支部（支部長：藤井友紀）
- 九州支部（支部長：泊篤志）
- 沖縄支部（支部長：田原雅之）